# Hans Gericke

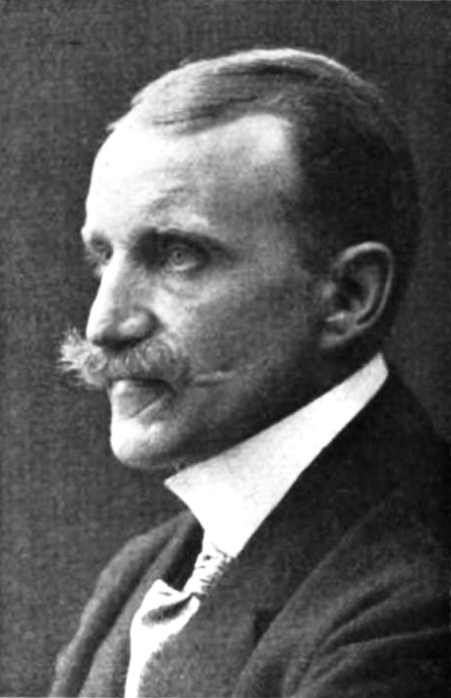
Hans Gericke, deutscher Ingenieur und Luftschiffer (1871–1912)

Hans Gericke (* 8. Dezember 1871 in Potsdam; † 20. Oktober 1912 bei Gröditz) war ein Ingenieur und Luftschiffer.

## Leben
Gericke studierte an der Technischen Hochschule in Darmstadt und war dort Mitglied des Corps Hassia. Als Ingenieur war er bei den Schuckert-Werken, der königlichen Eisenbahndirektion in Berlin und später bei großen Anlagen in Kanada und Denver beschäftigt.
Ab 1908 beschäftigte er sich mit Luftschiffsport und wurde im August 1909 Freiballonführer. Für Aufsehen sorgte seine doppelte Überquerung des Ärmelkanals von Essen über Ostende nach Süd-England (1910). Im Oktober 1910 stellte er mit seinem Assistenten Samuel F. Perkins im Ballon Düsseldorf II einen Rekord über 40 Stunden auf. 1911 gewann er zusammen mit Otto Duncker aus Wilmersdorf den Gordon-Bennett-Cup. Beim Versuch eines Höhenrekords zusammen mit Wilhelm Dieudonné Stieler (1888–1912) im Ballon Reichsflugverein stürzten sie 1912 auf ein Feld in der Nähe der Ortschaft Gröditz ab.